# Monódri
Monódri, en grec moderne : Μονόδρι, ou Monódry, Monódryo (Μονόδρυ/Μονόδρυο), est un village du dème de Kými-Alivéri, sur l'île d'Eubée, en Grèce. Il est construit à une altitude de 60 m. Le Haut-Monódri est situé au sommet d'une colline tandis que le Bas-Monódri se trouve dans la plaine au sud. Entre eux coule la rivière Manikiátis, sur laquelle un pont est construit en 1888.
Selon le recensement de 2011, la population de Monódri compte 495 habitants. 